# Amata chromatica
Amata chromatica är en fjärilsart som beskrevs av Turner 1905. Amata chromatica ingår i släktet Amata och familjen björnspinnare. Inga underarter finns listade i Catalogue of Life.